# سامسونگ اس‌سی‌اچ-آ۸۶۷
سامسونگ اس‌سی‌اچ-آ۸۶۷ یک‌نمونه از گوشی‌های تلفن همراه سری A شرکت سامسونگ می‌باشد که توسط همین شرکت به بازار عرضه شده‌است.